# The Baron (album)
The Baron je album Johnnyja Casha, objavljen 1981. u izdanju Columbia Recordsa. Naslovna pjesma probila se u top deset country singlova, a objavljena su još tri singla - "Mobile Bay", "Reverend Mr. Black" i "Chattanonga City Limit Sign" - iako su potonja tri loše prošli na ljestvicama, zauzevši 60., 71. i 71. poziciju.

## Popis pjesama
1. "The Baron" (Richey, Billy Sherrill, Taylor) – 3:37
2. "Mobile Bay" (Kirby, Putman) – 3:01
3. "The Hard Way" (J.L.Lansdowne) – 2:59
4. "Ceiling, Four Walls and a Floor" (Hall) – 2:40
5. "Hey, Hey, Train" (Marty Stuart) – 2:42
6. "Reverend Mr. Black" (Jerry Leiber, Mike Stoller, Wheeler) – 3:11
7. "The Blues Keep Getting Bluer" (Reynolds) – 2:34
8. "Chattanooga City Limit Sign" (Drawdy) – 3:52
9. "Thanks to You" (J.L.Lansdowne)– 2:29
10. "Greatest Love Affair" (David, Sherrill) – 3:31

## Ljestvice
Album - Billboard (Sjeverna Amerika)
| Godina | Ljestvica      | Pozicija |
| ------ | -------------- | -------- |
| 1981.  | Country albumi | 24       |

Singlovi - Billboard (Sjeverna Amerika)
| Godina | Singl                         | Ljestvica        | Pozicija |
| ------ | ----------------------------- | ---------------- | -------- |
| 1981.  | "The Baron"                   | Country singlovi | 10       |
| 1981.  | "Mobile Bay"                  | Country singlovi | 60       |
| 1981.  | "Chattanooga City Limit Sign" | Country singlovi | 71       |
| 1981.  | "Reverend Mr. Black"          | Country singlovi | 71       |